# Mateus 26

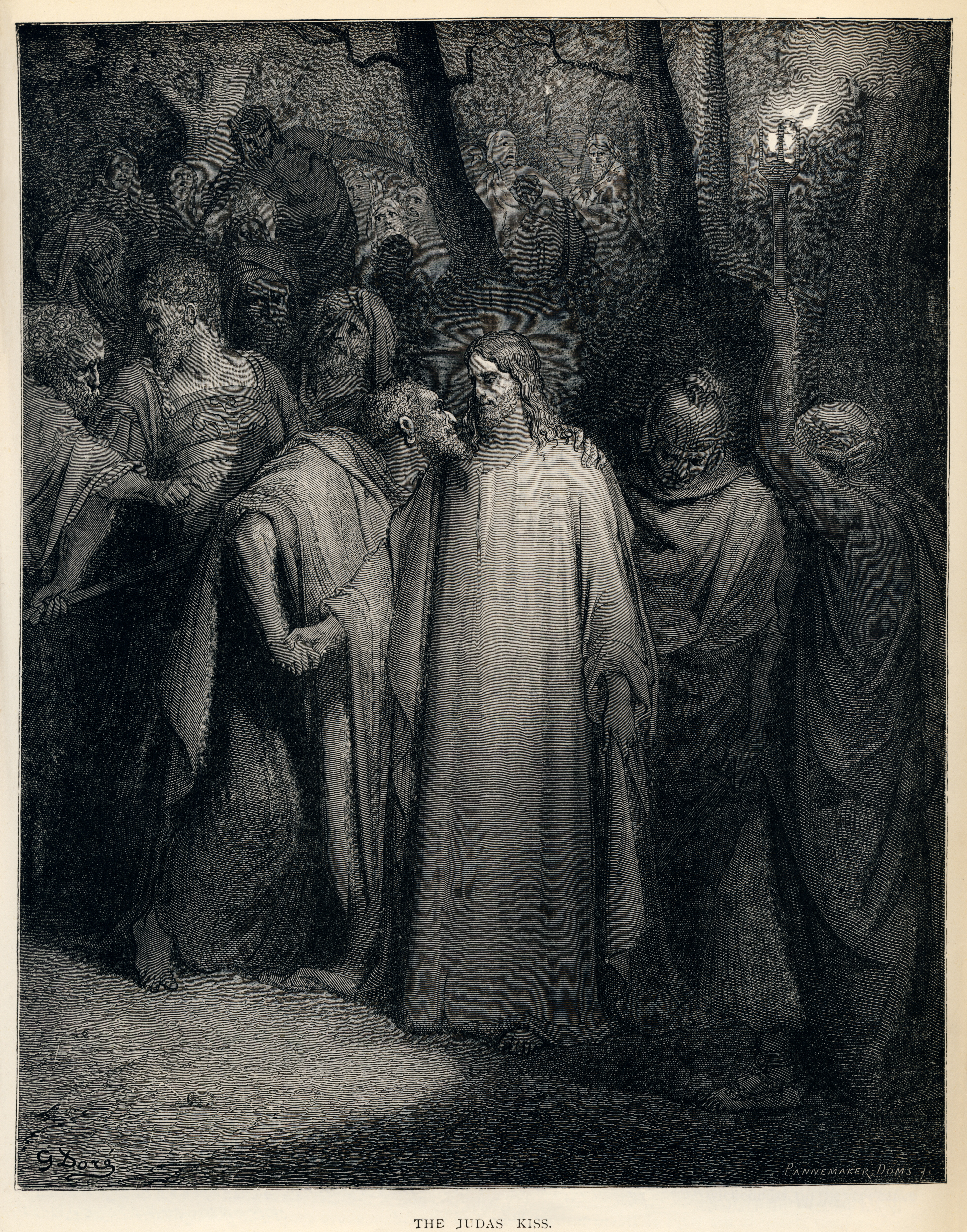
Beijo de Judas, um dos episódios de Mateus 26.
c. 1866. Gravura de Gustave Doré.

Mateus 26 é o vigésimo-sexto capítulo do Evangelho de Mateus no Novo Testamento da Bíblia e nele se inicia a narrativa da Paixão, com a traição de Judas Iscariotes a Caifás, a Última Ceia com os doze apóstolos e realização das profecias de Jesus de que um deles o trairia e que outro o negaria antes do amanhecer.

## Plano para matar Jesus
O capítulo inicia com Jesus profetizando pela quarta e última vez a sua própria morte (Mateus 26:1–2). Logo em seguida, Mateus conta que as lideranças religiosas judaicas se reuniram na casa do sumo-sacerdote Caifás e planejaram matar Jesus, «mas diziam: Durante a festa, não; para que não haja tumulto entre o povo.» (Mateus 26:5).

## Unção de Jesus

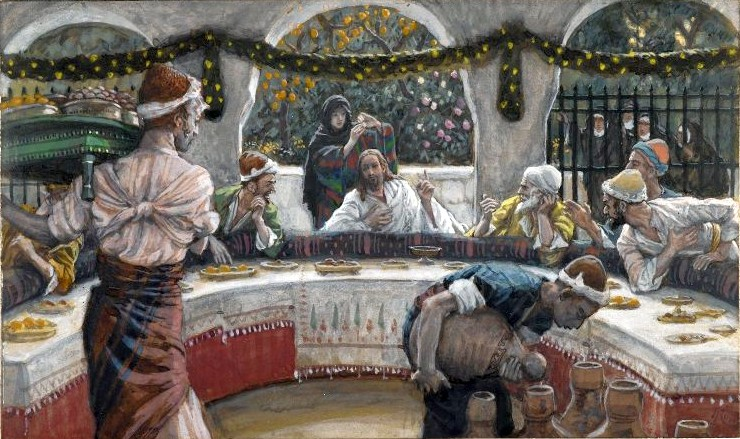
"Unção de Jesus".
Entre 1886 e 1894. Por James Tissot, atualmente no Brooklyn Museum, em Nova Iorque.

Mateus conta em seguida um evento relatado em todos os evangelhos canônicos: Mateus 26:6–13, Marcos 14 (Marcos 14:1–9) e João 12 (João 12:1–8). Em Lucas, o evento ocorre muito antes, em Lucas 7 (Lucas 7:36–50), e há um intenso debate sobre se ele trata de um mesmo evento ou uma situação completamente diferente (vide Parábola dos Dois Devedores).
No relato de Mateus, uma mulher derrama todo o conteúdo de um alabastron de um perfume muito caro na cabeça de Jesus. A unção irrita alguns dos que testemunharam o ato, pois o perfume poderia ter sido vendido pelo equivalente a um ano de trabalho e o dinheiro, doado aos pobres. Segundo Mateus, Mateus 26:8–seus discípulos indignaram-se. Jesus, percebendo a situação, declara:
| “ | «Por que molestais essa mulher? Ela me fez uma boa obra. Pois os pobres sempre os tendes convosco, mas a mim nem sempre me tendes; derramando ela este perfume sobre o meu corpo, fê-lo para a minha sepultura. Em verdade vos digo que onde quer que for pregado em todo o mundo este Evangelho, será também contado para memória sua o que ela fez.» (Mateus 10:13) | ” |

## Barganha de Judas

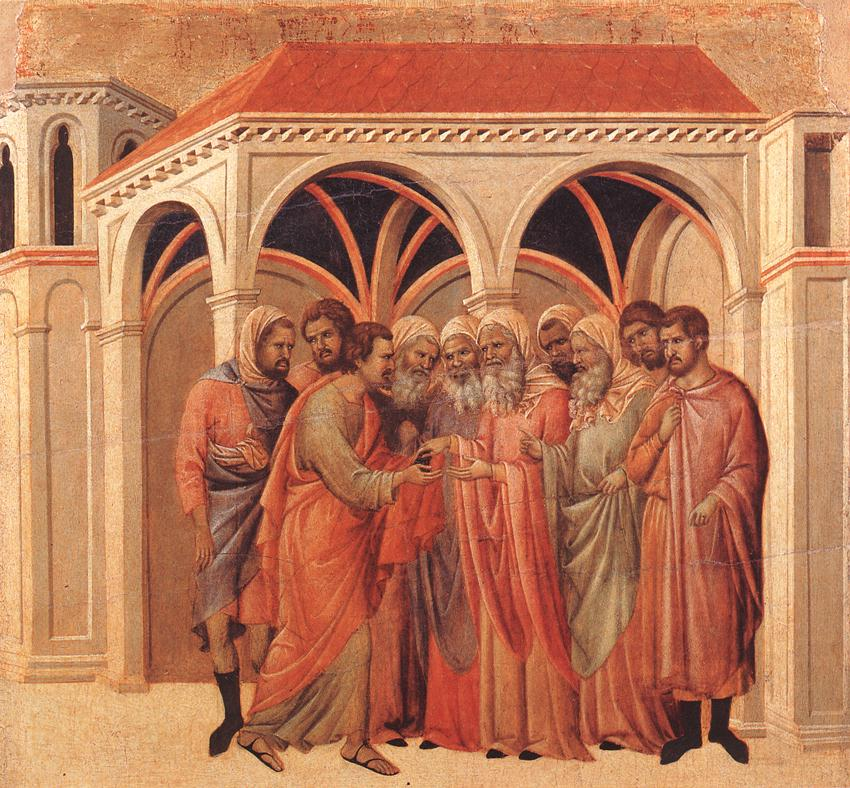
"Trinta moedas de prata", a traição de Judas Iscariotes relatada em Mateus 26.
Entre 1308 e 1311. Por Duccio di Buoninsegna, atualmente no Museo dell'Opera del Duomo de Siena, Itália.

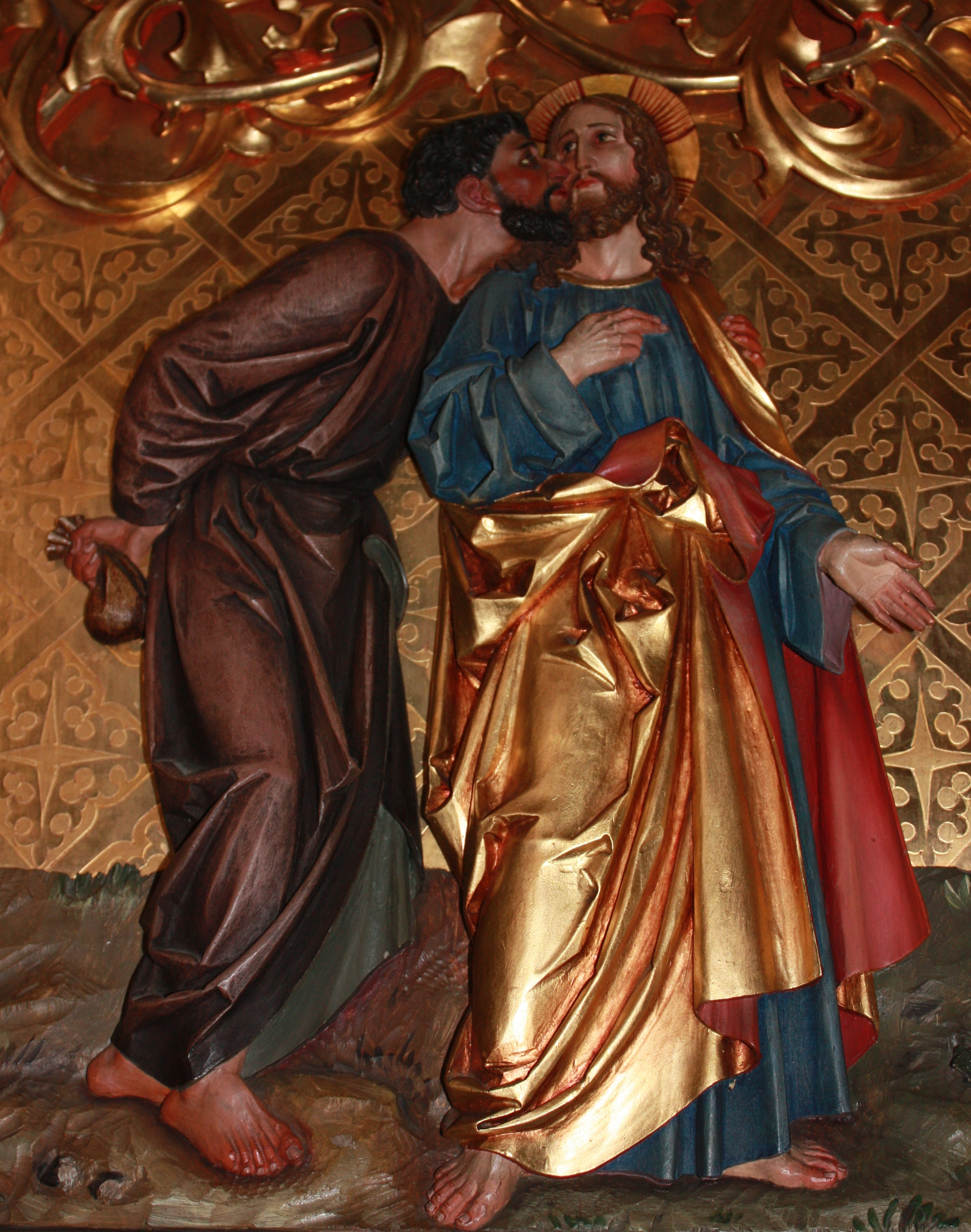
"Beijo de Judas", o sinal da traição de Judas em Mateus 26.
Em Heiligenblut, Alemanha.

Mateus relata logo a seguir que Judas Iscariotes procurou as lideranças religiosas dos judeus e traiu Jesus por trinta moedas de prata. Segundo ele, Judas «Desde então Judas buscava oportunidade para o entregar.» (Mateus 26:16). Este evento aparece ainda em Marcos 10 (Marcos 14:10–11) e Lucas 22 (Lucas 22:1–6).

## Última Ceia
Um dos eventos mais importantes de todo o Novo Testamento, a chamada "Última Ceia", que aparece nos quatro evangelhos canônicos: Mateus 26:17–30, Marcos 14 (Marcos 14:12–26), Lucas 22 (Lucas 22:7–39) e de João 13 (João 13:1) até João 17 (João 17:26).
Em Mateus, o relato começa com a preparação para a ceia (Mateus 26:17–19). Já com os doze apóstolos, Jesus profetiza sua traição e informa que um deles será o responsável. Todos se alvoroçam e começam a perguntar quem seria. Num trecho exclusivo de Mateus, ele conta que Jesus disse que "O que põe comigo a mão no prato, esse é o que me trairá", o que imediatamente indicou Judas como o responsável:
| “ | «Judas, que o traiu, perguntou: Porventura sou eu, Mestre? Respondeu-lhe Jesus: Tu o disseste.» (Mateus 26:25) | ” |

Segue-se a Instituição da Eucaristia e, «Tendo cantado um hino, saíram para o monte das Oliveiras.» (Mateus 26:30).

## Monte das Oliveiras

### Jesus profetiza a negação de Pedro
Lá chegando, Jesus afirma que «serei [para vós] esta noite uma pedra de tropeço: pois está escrito: Ferirei o pastor, e as ovelhas do rebanho ficarão dispersas.» (Mateus 26:31), uma referência a Zacarias 13:7, mas que, depois de ressuscitado, irá ter com eles na Galileia. Quando Pedro tentou interpelá-lo, Jesus profetizou que ele o negaria por três vezes antes de o galo cantar. O apóstolo negou veementemente e todos os onze fizeram o mesmo, prometendo morrer antes de negar Jesus.
A profecia da negação feita por Jesus na Última Ceia aparece em Mateus 26:33–35, Marcos 14 (Marcos 14:29–31), Lucas 22 (Lucas 22:33–34) e João 13 (João 13:36–38).

### Agonia no Jardim

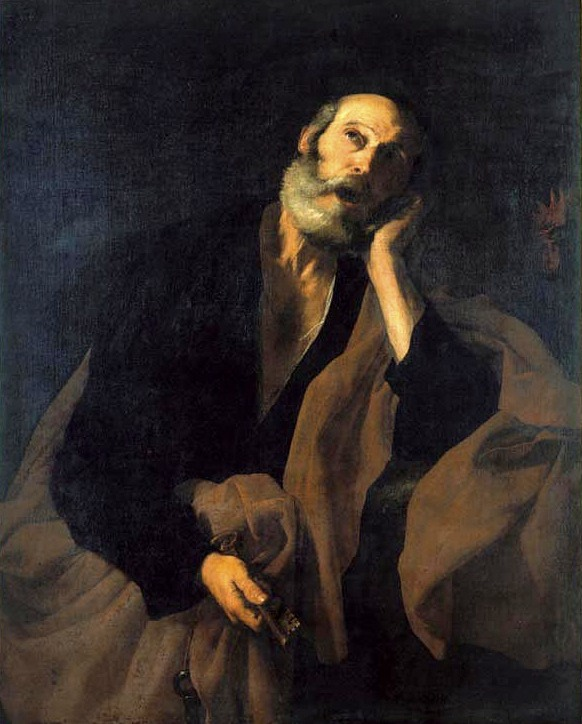
"Arrependimento de São Pedro", a amargura de Pedro depois de sua tripla negação.
De 1640 a 1650. Por José de Ribera, atualmente no Museu Nacional de Arte Antiga, em Lisboa.

Este episódio também aparece nos quatro evangelhos canônicos, logo depois da Última Ceia: Mateus 26:36–46, Marcos 14 (Marcos 14:32–42) e Lucas 22 (Lucas 22:39–46). Mateus identifica o local como sendo o "Getsêmani". Jesus estava acompanhado de Pedro, João e Tiago, a quem Jesus pediu que permanecessem acordados e rezassem. Então ele se retirou para uma distância curta deles ("adiantando-se um pouco") e, ali, sentiu uma enorme tristeza e angústia, dizendo «Pai meu, se é possível, passe de mim este cálice; todavia não seja como eu quero, mas como tu queres.» (Mateus 26:39) Então, um pouco depois, Ele disse «Pai meu, se este cálice não pode passar sem que eu o beba, faça-se a tua vontade.» (Mateus 26:42). Ele recitou esta oração três vezes, conferindo a situação dos apóstolos à cada vez e encontrando-os dormindo. Ele então profere uma de suas famosas frases: «o espírito, na verdade, está pronto, mas a carne é fraca.» (Mateus 26:41).
O relato deste trecho termina com um sombrio aviso: «Levantai-vos, vamo-nos; pois o que me trai, se aproxima.» (Mateus 26:46).

## Prisão de Jesus
Chegou então Judas Iscariotes com uma multidão armada com o objetivo de prender Jesus, um relato que aparece em Mateus 26:47–56, Marcos 14 (Marcos 14:43–49), Lucas 22 (Lucas 22:47–53) e João 18 (João 18:1–11). Judas beija Jesus, o sinal combinado da traição, que foi imediatamente preso. No relato de Mateus, "um dos que estavam com Jesus estendeu a mão, puxou da espada e, dando um golpe no servo do sumo sacerdote, decepou-lhe uma orelha". Jesus o admoesta e profere um de seus famosos ditos (Viva pela espada, morra pela espada). Logo depois "todos os discípulos o deixaram e fugiram".

## Julgamento pelo Sinédrio
Seguiram para a casa de Caifás, que era o sumo-sacerdote, e Pedro foi seguindo para que Jesus fosse julgado pelo Sinédrio, um evento que aparece em Mateus 26:57–68, Marcos 14 (Marcos 14:53–65), Lucas 22 (Lucas 22:63–71) e João 18 (João 18:12–24).
Segundo Mateus, depois de um julgamento no qual se apresentaram muitas "testemunhas falsas", os sacerdotes concluíram que Jesus cometeu o crime da blasfêmia e o condenaram à morte, mas não antes de o humilharem e espancarem.

## Negação de Pedro
Pedro ficou no pátio do lado de fora e não presenciou o julgamento. Porém, foi por três vezes interpelado por estranhos que o acusaram de ser um dos discípulos. Por três vezes ele negou e, conforme Jesus havia profetizado durante a Última Ceia, o galo cantou logo depois da última vez:
| “ | «Pedro lembrou-se das palavras que Jesus proferira: Antes de cantar o galo, três vezes me negarás; e saindo dali, chorou amargamente.» (Mateus 26:75) | ” |

Este evento aparece em Mateus 26:69–75, Lucas 22 (Lucas 22:54–62), Marcos 14 (Marcos 14:66–72) e João 18 (João 18:25–27).

## Manuscritos
- Papiro 37 - versículos 19 a 52
- Papiro 53 - versículos 26:29-40
- Uncial 089 - versículos 26:2-4, 7-9
- Papiro Madalena - completo